# Little Jackie Wants to Be a Star
Little Jackie Wants to Be a Star is een nummer van de Amerikaanse band Lisa Lisa & Cult Jam uit 1989. Het is de eerste single van hun album Straight to the Sky.
Het nummer werd een hit in de Verenigde Staten en het Nederlandse taalgebied. In de Amerikaanse Billboard Hot 100 haalde het een bescheiden 29e positie. In de Nederlandse Top 40 bereikte het de 5e positie en een Alarmschijf notering, en in de Vlaamse Radio 2 Top 30 de 18e positie.